# Nos amis les parents

Nos amis les parents est un téléfilm franco-suisse sorti en 2006.

## Synopsis
Un berceau jaune, aux lignes aérodynamiques et parfaitement résistant aux tempêtes : voilà l'objet révolutionnaire que présente Antoine, designer rêveur, à des clients japonais. D'ailleurs, c'est bien simple, depuis que son épouse Charlotte, avocate spécialisée dans les affaires matrimoniales, est enceinte, ce quadragénaire ne dessine plus que des objets pour bébé. Et pourtant, le petit garçon qui s'apprête à naître a bien failli ne jamais voir le jour. Car même s'il est amoureux fou de sa Charlotte, Antoine a eu toutes les peines du monde à accepter d'être de nouveau papa. Il faut dire que de son précédent mariage avec Émilie, partie vivre au Népal avec son gourou Maurice, il a déjà deux filles, Léa et Louise. Et qu'il n'avait pas la moindre envie de se replonger dans les couches-culottes. En outre, sa mère Toinette - dite Totoche - s'est évertuée à ruiner son histoire d'amour avec Charlotte. De quoi décourager un homme pas toujours très combatif...

## Fiche technique
- Titre : Nos amis les parents
- Réalisation : Philippe Proteau
- Scénario : Jimmy Lévy
- Scénario : Jaques Akchoti
- Durée : 85 minutes

## Distribution
- Christian Charmetant : Antoine
- Anne Caillon : Charlotte
- Barbara Probst : Léa
- Lou Lévy : Louise
- Marie-Christine Adam : Toinette
- Henri Guybet : Raymond
- Jeanne Savary : Linda
- Clémence Arnaud : La psy
- Chantale Ladessous : Framboise